# Kaoru Imamura
Kaoru Imamura (jap. 今村 薫, Imamura Kaoru; * um 1965) ist eine japanische Badmintonspielerin. 

## Karriere
Kaoru Imamura gewann bei der japanischen Badmintonmeisterschaft 1990 Bronze im Mixed mit Yūji Murayama. 1986 war sie in Japan bereits bei den Studentenmeisterschaften erfolgreich gewesen. 1990 siegte sie bei den Erwachsenenmeisterschaften. 1990 und 1991 nahm sie an den Japan Open teil.